# Carl Giles
Ronald "Carl" Giles (29. september 1916 – 28. august 1995), ofte blot kaldet Giles, tegnede i 50 år striber til Daily Express og Sunday Express og dokumenterede derved Englands historie og udvikling fra 2. verdenskrig, over Falklandskrigen og Golfkrigen 1991 op til i dag. Carl Giles blev syg i starten af 1990'erne og måtte derfor stoppe arbejdet med sine striber.
Hans tegneserie Giles blev udgivet som hæfter i årene 1943 – 2001, men mange af Giles striber er stadig ikke udgivet andre steder end i aviserne, som han arbejdede for.
Giles-striben udgjordes ofte af en enkelt ramme med realistisk baggrund, stiliserede figurer og en overskrift, der angav en figurs reaktion på en situation. Baggrunden indeholdt tit en sidehistorie. Fra 1945 udvikledes "the Family" – faste karakterer, der gik igen i striberne i mange år, specielt Grandma Giles var her en personlighed.
Carl Giles var en fremragende tegner, selv baggrundene i striberne er fine i detaljen og i balance. Mange originaltegninger blev skænket til gode formål, f.eks. julekort, solgt til fordel for forskellige organisationer. Carl Giles var socialist og mange af hans jokes gik ud over den kongelige familie i England. Trods det hænger en del af hans værker i dag på Buckingham Palace og Prins Charles skrev forordet til jubilæumshæftet – nr. 50 med Giles-striber.